# Список объектов NGC
Список объектов NGC. Ниже приведены ссылки на потысячные списки объектов «Нового общего каталога» (NGC).
- Список объектов NGC (1—1000)
- Список объектов NGC (1001—2000)
- Список объектов NGC (2001—3000)
- Список объектов NGC (3001—4000)
- Список объектов NGC (4001—5000)
- Список объектов NGC (5001—6000)
- Список объектов NGC (6001—7000)
- Список объектов NGC (7001—7840)